# ザ・ブローリング・ブルータス
ザ・ブローリング・ブルータスは、シェイマスとリッジ・ホランド、ブッチ、ドリュー・マッキンタイアによるプロレスタッグチーム。
一時期は、ケビン・オーエンズもアソシエイトとしてチームに加入していた。

## 来歴
2021 WWE ドラフトで、リッジ・ホランドはNXTからスマックダウンにドラフトされた。11月5日、舞台裏のインタビュー中に、ホランドはシェイマスをとチームを組むことを明らかにした。11月19日、ホランドはシェイマスと4ウェイマッチでセザーロ、リコシェ、ジンダー マハルを破るのを手伝った。2022年1月1日、デイ・ワンでホランドはシェイマスとチームを組み、セザーロとリコシェに勝利したが、試合中にホランドは鼻を骨折し、退場した。
3月、彼らはニュー・デイとのライバルとなり、3月11日、シェイマスとホランドはブッチをチームの一員として紹介した。ニュー・デイとの試合中ビッグ Eがホランドによるオーバーヘッド・ベリー・ツー・ベリー・スープレックスにより首を折った。レッスルマニア38のナイト2で、ホランドとシェイマスはタッグチームマッチでコフィ・キングストンとエグゼビア・ウッズに勝利した。
8月19日、シェイマスは5ウェイマッチに勝利し、クラッシュ・アット・ザ・キャッスルでのインターコンチネンタル王座戦でグンターとの試合を勝ち取った。クラッシュ・アット・ザ・キャッスルで、シェイマスはガンサーに敗れた。9月23日、ホランドとブッチはWWEアンディス・ピューテッド・タッグチーム王座戦でウーソズと対戦したが敗北。10月4日、NXTタッグチーム王座戦でプリティー・デッドリーと対戦したが、インペリウムからの攻撃により敗北した。エクストリーム・ルールズで、ブローリング・ブルータスは6人のタッグチーム戦インペリウムに勝利した。タッグマッチでブラッドラインのサミ・ゼインとソロ・シコアに勝利した後、ホランドとブッチはクラウン・ジュエルでウーソズと対戦する機会を得たが、タイトルを獲得することができなかった。11月26日のサバイバー シリーズ・ウォーゲームズでは、ドリュー・マッキンタイアとケビン・オーエンズとチームを組んだが、ブラッドラインに敗れた。

## 入場曲
- Bring The Fire